# Апостольский нунций в Федеративных Штатах Микронезии
Апостольский нунций в Федеративных Штатах Микронезии — дипломатический представитель Святого Престола в Федеративных Штатах Микронезии. Данный дипломатический пост занимает церковно-дипломатический представитель Ватикана в ранге посла. Апостольская нунциатура в Федеративных Штатах Микронезии была учреждена на постоянной основе 26 января 1994 года.
В настоящее время Апостольским нунцием в Федеративных Штатах Микронезии является архиепископ Габор Пинтер, назначенный Папой Франциском 14 января 2025 года.

## История
Апостольская нунциатура в Федеративных Штатах Микронезии была учреждена на постоянной основе 26 января 1994 года, бреве Quae incremento  папы римского Иоанна Павла II, отделяя её от апостольской делегатуры на Тихом океане. Однако апостольский нунций не имеет официальной резиденции в Федеративных Штатах Микронезии, в его столице Паликире и является апостольским нунцием по совместительству, эпизодически навещая страну. Резиденцией апостольского нунция в Федеративных Штатах Микронезии является Веллингтон — столица Новой Зеландии.

## Апостольские нунции в Федеративных Штатах Микронезии
- Томас А. Уайт — (14 мая 1994 — 27 апреля 1996);
- Патрик Коувни — (15 октября 1996 года — 25 января 2005 — назначен апостольским нунцием в Греции);
- Чарльз Дэниэл Бэлво — (1 апреля 2005 — 17 января 2013 — назначен апостольским нунцием в Кении и Постоянным наблюдателем в органах Организации Объединённых Наций по окружающей среде и человеческим поселениям);
- Мартин Кребс — (8 мая 2013 — 16 июня 2018 — назначен апостольским нунцием в Уругвае);
- Новатус Ругамбва — (30 марта 2021 — 27 июля 2024, в отставке);
- Габор Пинтер — (14 января 2025 — по настоящее время).